# You and I (Medina)
You and I è il primo singolo estratto dal terzo album della cantante danese Medina, intitolato Welcome to Medina. È stato pubblicato il 21 settembre 2009 dall'etichetta discografica Parlophone. Il singolo è stato prodotto dalla squadra di produttori Providers ed è stato scritto da Medina Valbak, Rasmus Stabell, Jeppe Federspiel, Adam Powers e Julie Steincke.
Il singolo è il primo ad entrare nelle classifiche internazionali: oltre a raggiungere la ventitreesima posizione in Danimarca, è entrato nella top forty in Austria, Bulgaria, Germania, Svizzera e Regno Unito.

## Tracce
Download digitale (Regno Unito e Stati Uniti)
1. You and I - 3:12
2. You and I (Deadmau5 Remix) - 6:19
3. You and I (Dash Berlin Vocal Remix) - 4:05
4. You and I (Spencer and Hill Remix) - 6:21
5. You and I (Svenstrup and Vendelboe Remix) - 5:06
6. You and I (Original Mix) - 4:15

CD #1 (Regno Unito)
1. You and I - 3:11
2. You and I (Original Mix) - 4:16
3. You and I (Instrumental) - 4:17

CD #2 (Regno Unito)
1. You and I - 6:29
2. You and I (Deadmau5 Remix) - 6:17
3. You and I (Dash Berlin Vocal Remix) - 9:38
4. You and I (Spencer & Hill) - 6:19
5. You and I (Kim Fai Magic Hotdog Dub Remix) - 7:35
6. You and I (Havin Zagross & Luciano Remix) - 7:04
7. You and I (Svenstrup & Venedelboe Remix) -  5:04
8. You and I (Original Edit) - 4:15

Download digitale (Germania)
1. You and I - 3:10
2. You and I (Svenstrup and Vendelboe Remix) - 5:03
3. You and I (The Gooseflesh Remix) - 5:11
4. You and I (Get Busy Boys Remix) - 4:11
5. You and I (Beam vs. Jay Frog Remix) - 5:07
6. You and I (Massimo Nocito Remix) - 5:08

CD (Germania)
1. You and I - 3:11
2. You and I (Svenstrup & Vendelboe Rmx) - 5:04

## Classifiche
| Classifica (2009/2010) | Posizione massima |
| ---------------------- | ----------------- |
| Austria                | 23                |
| Bulgaria               | 3                 |
| Danimarca              | 23                |
| Germania               | 10                |
| Regno Unito            | 39                |
| Svezia                 | 42                |
| Svizzera               | 30                |

## Pubblicazione
| Paese                     | Data              | Etichetta  | Formato           |
| ------------------------- | ----------------- | ---------- | ----------------- |
| Regno Unito               | 21 settembre 2009 | Parlophone | Download digitale |
| Regno Unito               | 12 ottobre 2009   | Parlophone | CD                |
| Stati Uniti               | 11 ottobre 2009   | EMI Music  | Download digitale |
| Germania Austria Svizzera | 3 maggio 2010     | EMI Music  | Download digitale |
| Germania Austria Svizzera | 30 aprile 2010    | EMI Music  | CD                |